# KZ Berlin-Reinickendorf
Das KZ Berlin-Reinickendorf, ein Frauenlager des KZ Sachsenhausen, befand sich auf dem Fabrikgelände der Argus Motorenwerke GmbH im Stadtteil Reinickendorf von Berlin in der Flottenstraße 28 bis 42. 
Das Konzentrationslager in Reinickendorf wurde im August 1944 mit 800 KZ-Häftlingen vor allem aus Ungarn errichtet. Als am 18./19. April 1945 das Lager geräumt wurde, wurden 741 KZ-Häftlinge ins KZ Sachsenhausen getrieben, die anderen waren, bis auf 9 Frauen, die nach Sachsenhausen zurückgeschickt wurden, durch die unmenschliche Behandlung nicht mehr am Leben. In diesem Außenlager des KZ Sachsenhausen mussten die Frauen in 12-Stundenschichten schwere Arbeiten und gegen Ende des Krieges vor allem Schanzarbeiten ausführen. 
Der ursprüngliche Eigentümer der Argus-Motoren GmbH Moritz Straus wurde 1938 im Rahmen der „Arisierung“ von den Nationalsozialisten enteignet. Danach befanden sich die Werke im Besitz von Heinrich Koppenberg und dessen Schwager Viktor Polak bis ins Jahr 1945. 
Die Frauen wurden durch SS-Frauen bewacht. Gegen den Lagerführer SS-Scharführer Andreas Vollenbruch wurde seit 1969 wegen Misshandlungen und Mord von KZ-Häftlingen ermittelt. Das Verfahren wurde 1972 aufgrund des Todes von Vollenbruch eingestellt. Eine Gedenkstätte für dieses Frauenlager existiert nicht.